# آلبرا
آلبرا (نام علمی: Alebra) نام یک سرده از تیره زنجرک است.